# Masacre de Mount Dispersion
Masacre de Mount Dispersion, ocurrió en el suroeste de Nueva Gales del Sur, es el escenario de la masacre de aborígenes australianos perpetrada por el Mayor Thomas Mitchell el 27 de mayo de 1836. En mayo de 2020, este lugar fue oficialmente reconocido como un sitio aborigen bajo la Ley de Parques Nacionales y Vida Silvestre de 1974, y su nombre oficial es Lugar Aborigen del Sitio de la Masacre de Monte Dispersión.

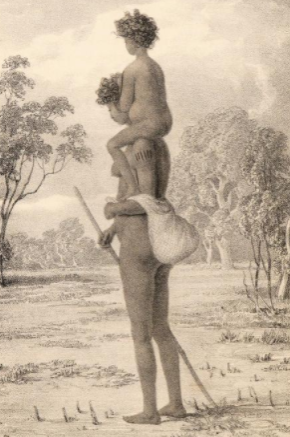
Indígenas australianos que sirvieron como guia para Mitchell

## Historia
En mayo de 1836, el grupo de topógrafos liderado por Mitchell fue seguido durante varios días por un grupo de aborígenes desde el lago Benanee, cerca de la actual ciudad de Euston. Aunque los detalles no están completamente claros, en lugar de intentar una negociación, Mitchell y sus hombres decidieron atacar por sorpresa el 27 de mayo. En palabras de Mitchell:
"Era difícil enfrentar a esos enemigos que nos seguían con la vigilancia de linces de los salvajes. Sin embargo, lo logré... Atacados simultáneamente por ambos lados, todos corrieron hacia el río, mis hombres los persiguieron y dispararon a tantos como pudieron. Muchos fueron abatidos mientras cruzaban el río Murray, y algunos incluso después de haber llegado a la orilla opuesta mientras descendían la ribera."
Al menos siete aborígenes fueron asesinados mientras huían a través del río Murray. Después de la masacre, Mitchell fue sometido a una investigación en Sídney, por lo que su versión de los hechos fue registrada, pero no la de los sobrevivientes. Mitchell solo recibió una reprimenda menor por sus acciones.

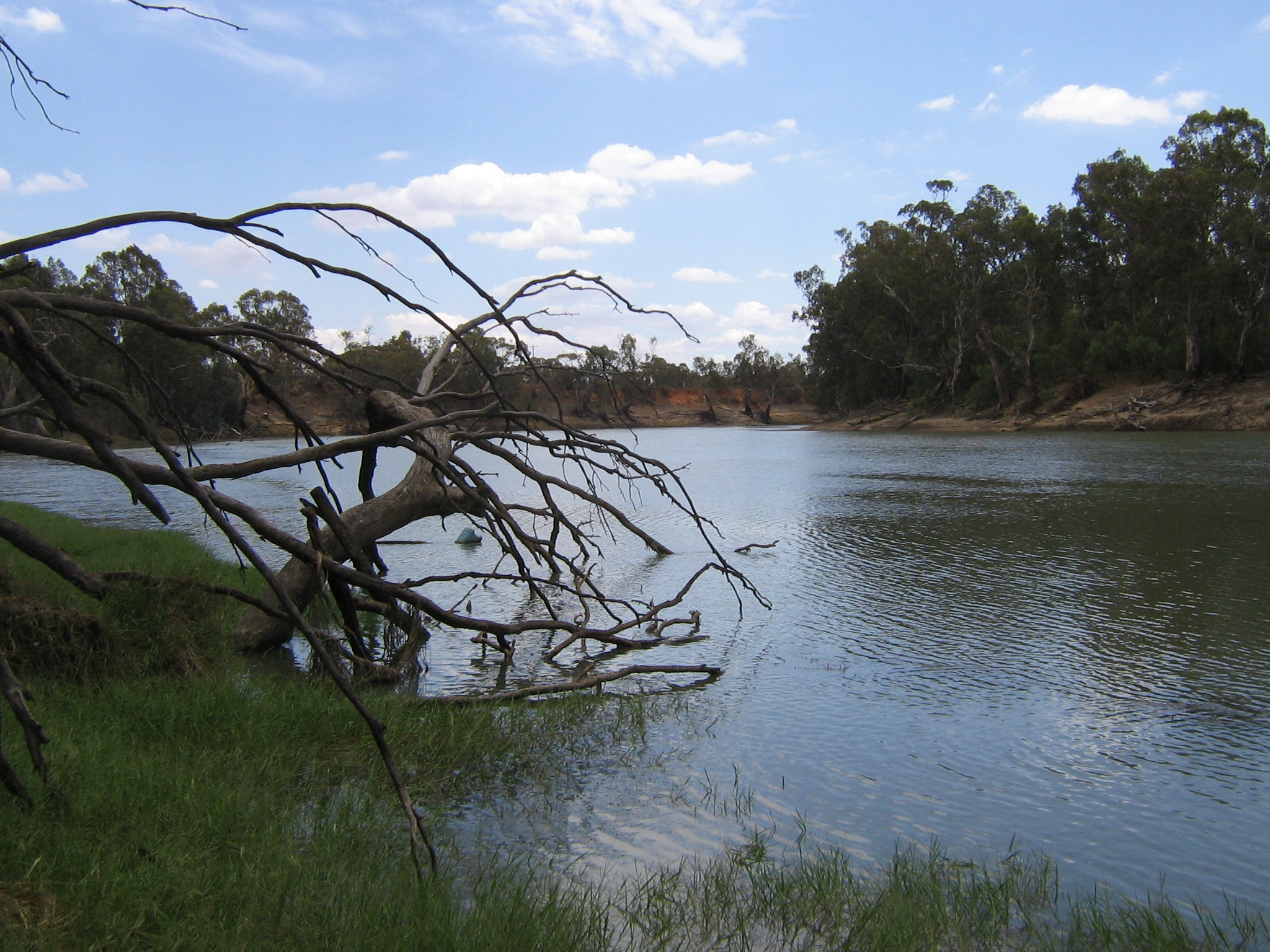
Rio murray, lugar donde arrancaron los indígenas para no ser asesinados.

Mitchell llamó "Monte Dispersion" a la pequeña colina donde ocurrió el ataque.
Posteriormente, Mitchell publicó un libro en el que justificó el ataque, argumentando que la emboscada fue un acto de autodefensa. Describió a los aborígenes como tribus hostiles del río Darling que buscaban venganza por un incidente durante su expedición de 1835, en la cual su grupo disparó e hirió a un hombre, y mató a otro hombre y a una mujer que llevaba un bebé.

## Ubicación
Monte Dispersion está cerca de la frontera con Victoria, en Tapalin Mail Road. Se encuentra en un antiguo cauce del río Murray, cerca de Euston.